# Canton (Maine)
Canton – miasto w Stanach Zjednoczonych, w stanie Maine, w hrabstwie Oxford.